# Anatolidamnicola gloeri
Anatolidamnicola gloeri is een slakkensoort uit de familie van de Hydrobiidae. De wetenschappelijke naam van de soort is voor het eerst geldig gepubliceerd in 2012 door Sahin, Koca & Yildirim.